# Ivan Aguéli

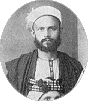
Ivan Aguéli en el Cairo (1917).

Ivan Aguéli (nacido con el nombre de John Gustaf Agelii) (Sala, 24 de mayo de 1869-Barcelona, 1 de octubre de 1917) también conocido como Sheikh 'Abd al-Hādī 'Aqīlī (árabe: شيخ عبد الهادی عقیلی) tras su conversión al islam, era un pintor sueco y escritor errante. 
Como devoto de Ibn Arabi, aplicó su metafísica al estudio del esoterismo islámico y sus semejanzas con otras tradiciones esotéricas del mundo. 
Introdujo a René Guénon al sufismo y fue fundador de la sociedad Al Akbariyya en París. 
Su arte es una forma única de miniatura Post-impresionista donde utilizó la combinación de colores para crear un sentido de profundidad y distancia. 
Su particular estilo le hizo uno de los fundadores del movimiento de arte contemporáneo sueco.

## Niñez y juventud
Ivan Aguéli (John Gustaf Agelii) nació en la pequeña ciudad sueca de Sala en 1869, hijo del veterinario Johan Gabriel Agelii.
Entre los años 1879-1889 Aguéli cursó sus estudios en Gotland y Estocolmo. Desde su juventud empezó a mostrar un talento artístico excepcional y un profundo interés dirigido al misticismo religioso.
En 1889 adopta el nombre de Ivan Aguéli y viaja a París donde se hace alumno del pintor simbolista Émile Bernard. 
Antes de regresar a Suecia en 1890 pasó por Londres, donde conoció al anarquista ruso Prince Kropotkin.
Regresando a Estocolmo en 1890 asiste a la escuela de arte en Estocolmo donde tuvo como profesores los artistas suecos Anders Zorn y Richard Bergh. 
A fines de 1892 regresa a París donde conoce a la poetiza francesa y activista de derechos animales Marie Huot (1846–1930). 
Activo en círculos anarquistas franceses, en 1894 fue arrestado y enjuiciado. 
A su liberación, después de algunos meses, en 1895, viaja a Egipto, donde vivió hasta su regreso a París en 1896.
Más tarde, en París Aguéli se convirtió a Islam y adoptó el nombre 'Abd al-Hadi.
En 1899 viajó a Colombo (hoy Sri Lanka), regresando a Francia en 1900.

## Egipto
En 1902 Aguéli se trasladó a El Cairo y sería uno de los primeros europeos Occidentales a estar oficialmente matriculados en la Universidad de Al-Azhar, donde estudió árabe y filosofía islámica. 
En 1902 también se inició en la orden al-'Arabiyya Shadhiliyya Sufi por el gran egipcio Sheik Abd al-Rahman al-Kabir Ilyas (1840-1921).
Con la bendición del Sheik Ilaysh, Aguéli y un periodista italiano y compañero de conversión llamado Enrico Insabato (1878-1963) fundó y ha contribuido a una revista italiana publicada en El Cairo (1904-1913) llamado Il Convito (en árabe: An-Nadi).

## Al Akbariyya

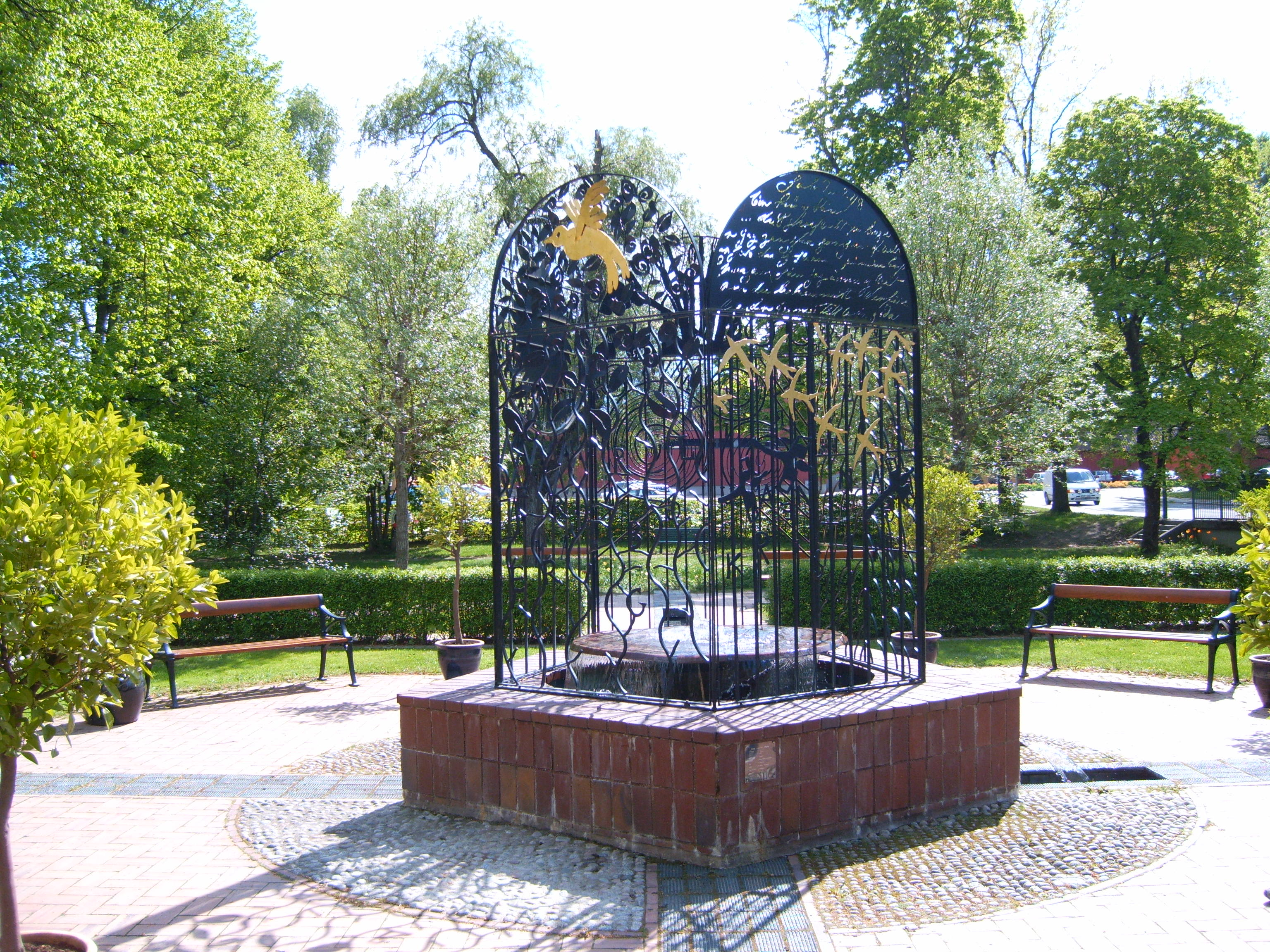
La plaza que lleva su nombre en Sala

Ivan Aguéli funda Al Akbariyya como sociedad sufí secreta en París en 1911.
Entre sus primeros miembros estaba René Guénon. 
Su objetivo era promover las enseñanzas de Muhyeddin Ibn al-Arabi entre las "clases académicas, educada y de libre pensamiento ..." [8] a través de la práctica de los caminos Shadhili y Malamati sufíes.
La única vez que se menciona en esta sociedad es una carta escrita por Aguéli en septiembre de 1911 a una dirección desconocida en El Cairo anunciando su fundación, 
No se sabe mucho más.

## Primera Guerra Mundial y España
Bajo la sospecha que era un espía otomano fue expulsado de España en 1916.
Varado en España, Aguéli carecía de los fondos para regresar a Suecia.
En España, Aguéli se quedó sin dinero para regresar a Suecia y el 1 de octubre de 1917 fue muerto por un tren en un cruce ferroviario en la localidad de Hospitalet de Llobregat en las afueras de Barcelona.
Después de la muerte de Aguéli, el  Príncipe Eugenio Bernadotte, que era conocido como patrocinador de artistas, se ocupó de hacer regresar sus pinturas y sus pertenencias a Suecia.

## La herencia de Aguéli
En Suecia, Aguéli es admirado como pintor contemporáneo exitoso. 
La mayoría de sus pinturas se encuentran en el Museo Nacional Sueco de Bellas Artes, el Museo de Arte Moderno y el Museo Aguéli en Sala.
La importancia de Aguélis en Suecia se demostró claramente en 1969, cuando, en el centenario de su nacimiento, seis de sus pinturas fueron impresos como sellos por el Servicio Postal de Suecia.
Los restos de Aguéli se mantuvieron en Barcelona, España hasta 1981, cuando fue llevado de vuelta a Suecia y re-enterrado con ritos islámicos en su ciudad natal de Sala.
El Museo Aguéli en Sala cuenta con la mayor colección de sus obras de arte, donados por conocido médico de Sala Carl Friberg al Museo Nacional.